# Bakaruhában
A Bakaruhában 1957-ben bemutatott fekete-fehér magyar filmdráma, melyet Fehér Imre filmrendező rendezett. A film bekerült a Budapesti tizenkettő közé.

## Cselekmény
Az 1910-es évek közepén, az első világháború alatt játszódó mindennapi szerelmi történetben Sándor, a helyi lap sármos, fiatal újságírója hétköznap biliárdozik, úrinőknek udvarolgat, póttartalékos katonai szolgálatot csak hétvégenként teljesít. Egyik vasárnap délután – bakaruhában – megismerkedik Vilmával, a szép székely cselédlánnyal, akinek azt füllenti, hogy ő egy parasztgazda fia. A lány őszintesége, tisztasága azonban annyira megbabonázza, hogy a kalandnak induló kapcsolatból igazi szerelem lesz. Sándor azonban képtelen bevallani az igazat. Vilma csak a gazdája estélyén érti meg, hogy csak játékot űzött vele a férfi.

## Szereplők
- Darvas Iván – Sándor
- Bara Margit – Vilma
- Pécsi Sándor – Bodrogi
- Lázár Mária – Bodroginé
- Korompai Vali – Bodrogi Pirike
- Márkus László – újságíró
- Szirtes Ádám – Jakab János
- Csikós Rózsi – szubrett
- Balázs Samu – őrnagy
- Barsi Béla – Kontra
- Kozák László – Pali
- Ambrus András
- Bánáth Péter
- Dárday Andor
- Erdélyi Ila
- Simonyi Magda